# Grammodes odonota
Grammodes odonota là một loài bướm đêm trong họ Erebidae.